# Marché gobelin
Marché gobelin (Goblin Market) est un poème narratif de la poétesse anglaise Christina Rossetti composé en avril 1859 et publié en 1862. Il met en scène deux sœurs, Laura et Lizzie, ainsi que des gobelins. Il s'agit d'un classique de la poésie anglaise,. Le titre français ne correspond pas au sens du titre anglais (le marché des lutins).
En France, il est publié dans une édition bilingue, traduit par Marianne Tomi, Nantes, Éditions MeMo, 2002 (ISBN 2-910391-40-X). Il existe également une traduction de Clémentine Beauvais accompagnée d'illustrations de Diglee, publiée en 2023 par les éditions La Ville Brûle sous le titre Laura, Lizzie & les Hommes-Gobelins (ISBN 9782360121588).